# Константінос Танос
Константінос Танос (грец. Κωνσταντίνος Θάνος; нар. 1 січня 1973, Кардиця, Фессалія) — грецький борець греко-римського стилю, бронзовий призер чемпіонату Європи, срібний та бронзовий призер Середземноморських ігор, срібний призер Всесвітніх ігор військовослужбовців.

## Життєпис
Боротьбою почав займатися з 1987 року. У 1993 році став бронзовим призером чемпіонату світу серед молоді.
Виступав за спортивний клуб «Геракліс Перістеріу» Афіни. Тренер — Арістідіс Геладаріс (з 1987).
На Літніх Олімпійських іграх 2000 року в Сіднеї виграв всі три сутички у підгрупі, що дозволило йому вийти до півфіналу. Але у поєдинку за вихід до фіналу Константінос Танос поступився з рахунком 2-4 Давиду Салдадзе, що представляв Україну. У сутичці за бронзову нагороду знову поступився — Гарретту Лоуні зі США з рахунком 1-3.

## Спортивні результати на міжнародних змаганнях

### Виступи на Олімпіадах
| Змагання                    | Збірна | Вагова категорія                 | Місце |
| --------------------------- | ------ | -------------------------------- | ----- |
| Літні Олімпійські ігри 2000 | Греція | греко-римська боротьба, до 97 кг | 4     |

### Виступи на Чемпіонатах світу
| Змагання                        | Збірна | Вагова категорія                 | Місце |
| ------------------------------- | ------ | -------------------------------- | ----- |
| Чемпіонат світу з боротьби 1997 | Греція | греко-римська боротьба, до 97 кг | 11    |
| Чемпіонат світу з боротьби 1998 | Греція | греко-римська боротьба, до 97 кг | 10    |
| Чемпіонат світу з боротьби 1999 | Греція | греко-римська боротьба, до 97 кг | 18    |
| Чемпіонат світу з боротьби 2003 | Греція | греко-римська боротьба, до 96 кг | 8     |

### Виступи на Чемпіонатах Європи
| Змагання                         | Збірна | Вагова категорія                 | Місце  |
| -------------------------------- | ------ | -------------------------------- | ------ |
| Чемпіонат Європи з боротьби 1997 | Греція | греко-римська боротьба, до 97 кг | Бронза |
| Чемпіонат Європи з боротьби 1999 | Греція | греко-римська боротьба, до 97 кг | 8      |
| Чемпіонат Європи з боротьби 2000 | Греція | греко-римська боротьба, до 97 кг | 16     |
| Чемпіонат Європи з боротьби 2003 | Греція | греко-римська боротьба, до 96 кг | 21     |

### Виступи на Середземноморських іграх
| Змагання                    | Збірна | Вагова категорія                 | Місце  |
| --------------------------- | ------ | -------------------------------- | ------ |
| Середземноморські ігри 1997 | Греція | греко-римська боротьба, до 97 кг | Бронза |
| Середземноморські ігри 2001 | Греція | греко-римська боротьба, до 97 кг | Срібло |

### Виступи на Всесвітніх іграх військовослужбовців
| Змагання                                | Збірна | Вагова категорія                 | Місце  |
| --------------------------------------- | ------ | -------------------------------- | ------ |
| Всесвітні ігри військовослужбовців 1999 | Греція | греко-римська боротьба, до 97 кг | Срібло |

### Виступи на інших змаганнях
| Змагання                                                             | Збірна | Вагова категорія                 | Місце |
| -------------------------------------------------------------------- | ------ | -------------------------------- | ----- |
| Гран-прі Німеччини з боротьби 1998                                   | Греція | греко-римська боротьба, до 97 кг | 5     |
| Олімпійський кваліфікаційний турнір з боротьби 2000 (Фаенца)         | Греція | греко-римська боротьба, до 97 кг | 11    |
| Олімпійський кваліфікаційний турнір з боротьби 2000 (Клермон-Ферран) | Греція | греко-римська боротьба, до 97 кг | 4     |
| Олімпійський кваліфікаційний турнір з боротьби 2000 (Ташкент)        | Греція | греко-римська боротьба, до 97 кг | 4     |

### Виступи на змаганнях молодших вікових груп
| Змагання                                     | Збірна | Вагова категорія                 | Місце  |
| -------------------------------------------- | ------ | -------------------------------- | ------ |
| Чемпіонат світу з боротьби серед молоді 1993 | Греція | греко-римська боротьба, до 90 кг | Бронза |